# ادوارد کین
ادوارد کین (انگلیسی: Edward Keane؛ ‏ ۲۸ مهٔ ۱۸۸۴ – ۱۲ اکتبر ۱۹۵۹) بازیگر اهل ایالات متحده آمریکا بود.

## گزیدهٔ فیلم‌شناسی
- دمدمی‌مزاج
- تقلب
- زن
- کنت مونت کریستو
- یک شب عشق
- احساس مالکیت
- برادوی بیل
- زن سرخ‌پوش
- تمام شهر حرفش را می‌زنند
- ماریتای بدجنس
- مأموران اف‌بی‌آی
- شبی در اپرا
- خطرناک
- آقای دیدز به شهر می‌رود
- آنتونی ادورس
- پسران مومیایی
- هفتمین بهشت
- سن کوئنتین
- دلفریب
- فایرفلای
- جزیره آلکاتراز
- ولز فارگو
- طلا جایی است که شما آن را پیدا می‌کنید
- گروه رگتایم الکساندر
- ماری آنتوانت
- نمی‌توانی این را با خودت ببری
- کنتاکی
- بال‌های نیروی دریایی
- اعترافات یک جاسوس نازی
- ریو
- دهه پرشور بیست
- گرین هورنت
- این زن را به چنگ می‌آورم
- ویرجینیا سیتی
- و یکی زیبا بود
- ملاقات با جان دو
- شکوفه در غبار
- گروهبان یورک
- احمق آمریکایی خوش‌تیپ
- پیتسبرگ
- مأموریت به مسکو
- دختر حکومتی
- آوای برنادت
- ویلسون
- هیچ‌چیز بجز دردسر
- خیابان اسکارلت
- خواهر کنی
- داستان جولسون
- چه زندگی شگفت‌انگیزی
- مخاطرات پائولین
- شاهد کلیدی
- جوجه هر یکشنبه
- مادام بوواری
- قایق نمایشی
- حد مکانی، آمریکا
- دادگاه نظامی بیلی میچل
- والس بزرگ
- معمای موزه موم